# Command & Conquer Remastered Collection
Command & Conquer Remastered Collection är en nyutgåva av de två första spelen i Command & Conquer inom realtidsstrategi som har förbättrad bild, ljud och innehåller bonusmaterial. Den utvecklades av Petroglyph Games tillsammans med Lemon Sky Studios och är utgiven av Electronic Arts. Den släpptes 5 juni 2020 till Origin och Steam. En fysisk utgåva släpptes av Limited Run Games.
Spelens källkod (med undantag för konst och ljud) släpptes 2 juni 2020 och har stöd för modifiering.

## Spelupplägg
Command & Conquer Remastered Collection är en samling av nyutgåvor av de två första spelen Command & Conquer (1995) och Command & Conquer: Red Alert (1996). De inkluderar expansionerna The Covert Operations, Counterstrike och The Aftermath. Dessutom innehåller det uppdrag från portade versioner från Nintendo 64 och Playstation, sammanlagt finns det 100 uppdrag. Sidofälets UI är moderniserad för att bli lättare att hantera och nya tillagda funktioner.

## Handling
Command & Conquer: Remastered Collection innehåller dom två spelen som har samma handling som sina ursprungliga motsvarigheter, med visuella förändringar och uppskalade videosekvenser.

## Utveckling
Under EA Play 2018 presenterade Electronic Arts spelet Command & Conquer: Rivals och mottogs av feedback från spelare som ville hellre se ett nytt spel av Command & Conquer-serien till PC. De kontaktade Petroglyph Games som är grundad av före detta programmerare på Westwood Studios (ursprungliga utvecklaren av Command & Conquer-spelen), som sa att de var välkomna att samarbeta. Hela utvecklingsprocessen präglades av ett nära samarbete mellan spelstudiorna och communityn kring spelserien. Vid början var teamet inte säker för att skapa en remake eller nyutgåva av originalspelet, efter populariteten av nyutgåvor som Age of Empires: Definitive Edition bestämde de att göra en nyutgåva. Petroglyph valde att använda den ursprungliga spelmotorn från 1995 för att hålla spelet så bekant som möjligt, med mindre justeringar och buggfixning som behövdes. En av förbättringarna var bland annat portningen av Red Alerts artificiella intelligens till det ursprungliga spelet på grund av likheter i kodbasen. Grafiken och animationerna uppdaterades av Lemon Sky Studios i Malaysia. Under utvecklingen hade Petroglyph Games ofta kontakt med spelseriens community om feedback, konst och riktning i produktionen, vid ett tillfälle där dom rekryterade spelare från communityn i en privat Discord-server för kontinuerlig feedback. Spelets omslag utfördes av en medlem i communityn och senare på uppdrag av Petrogyph Games. Flerspelarläget av spelen är byggt från grunden. Prestationer och nivåredigerare lades till. Spelet släpptes 5 juni 2020 till Origin och Steam.

### Musik
Command & Conquer: Remastered Collection innehåller originalmusiken från spelen, nya versioner av låtarna och låtar som var tidigare borttagna eller förlorade för originalspelen utförda av Frank Klepacki, dessutom gjorde Klepacki remixversioner tillsammans med fanbandet The Tiberian Sons och framförde 22 låtar på MAGFest 2019 med låtar från de två första spelen, samt låtar från senare spel (Renegade, Tiberian Sun, Red Alert 2, expansionerna Yuri's Revenge och Red Alert 3).

## Mottagande
| Mottagande      | Mottagande    |
| Samlingsbetyg   | Samlingsbetyg |
| Tjänst          | Betyg         |
| --------------- | ------------- |
| Metacritic      | 82/100        |
| Recensionsbetyg |               |
| Publikation     | Betyg         |
| Destructoid     | 80/100        |
| 4Players        | 85/100        |
| Hardcore Gamer  | 80/100        |
| Gamereactor     | 9/10          |

Command & Conquer Remastered Collection mottogs av "gynnsamma recensioner" enligt webbplatsen Metacritic.